# Verenigde christelijke kerk (Dokkum)
De kerk van de Verenigde Christelijke Gemeente is een kerkgebouw in Dokkum in de Nederlandse provincie Friesland. Het kerkgebouw is een rijksmonument.

## Beschrijving
De kerk uit 1852 wordt gebruikt voor diensten van de verenigde christelijke gemeenten (1798) van doopsgezinden en remonstranten. De zaalkerk in neoclassicistisch vormen is gebouwd naar plannen van Th.A. Romein en is gebaseerd op het ontwerp van de Terbantster Tsjerke (1843).  Het heeft een opengewerkte houten geveltoren. Boven de ingang staat de tekst: "Een is uw meester en gy zyt allen broeders".
Het interieur wordt gedekt door een gestukadoord houten tongewelf. Het orgel uit 1863 is gemaakt door L. van Dam en Zonen. Het is geplaatst in een orgelkast (1852) van Willem Hardorff.

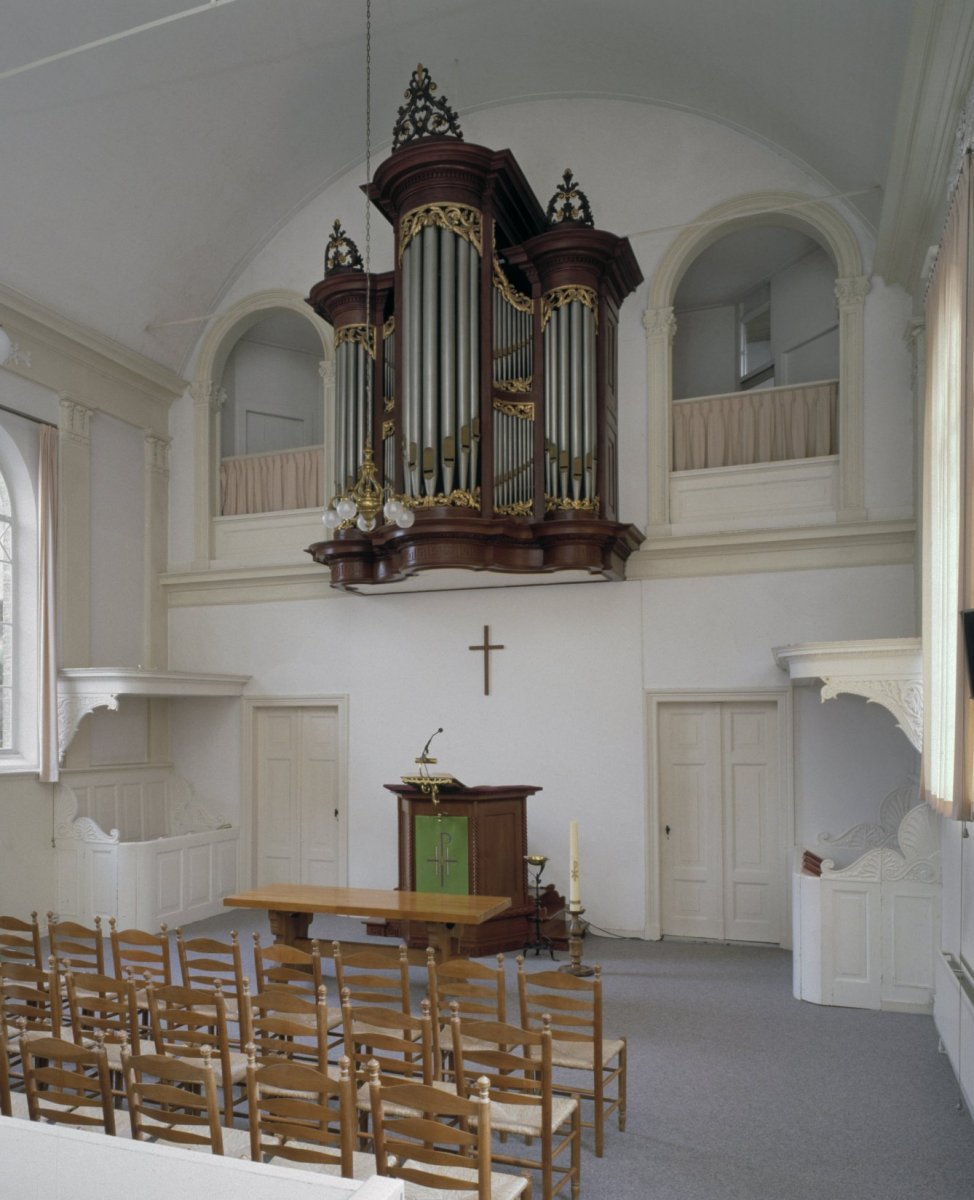
Interieur met orgel (2000)